# Ngôi sao đen
Một ngôi sao đen là một vật thể hấp dẫn bao gồm vật chất. Nó là một sự thay thế lý thuyết cho khái niệm lỗ đen từ thuyết tương đối rộng. Cấu trúc lý thuyết được tạo ra thông qua việc sử dụng lý thuyết trọng lực bán cổ điển. Một cấu trúc tương tự cũng tồn tại đối với hệ phương trình Einstein, Maxwell, Dirac, là giới hạn (siêu) cổ điển của điện động lực học lượng tử, và đối với hệ thống Dirac Einstein Einstein mẫu tiêu chuẩn.
Một ngôi sao đen không cần phải có một chân trời sự kiện và có thể hoặc không phải là một giai đoạn chuyển tiếp giữa một ngôi sao sụp đổ và một điểm kỳ dị không-thời gian. Một ngôi sao đen được tạo ra khi vật chất nén với tốc độ nhỏ hơn đáng kể so với tốc độ rơi tự do của một hạt giả thuyết rơi xuống trung tâm của ngôi sao, bởi vì các quá trình lượng tử tạo ra sự phân cực chân không, tạo ra một dạng áp suất thoái hóa, ngăn chặn không-thời gian được tổ chức trong đó) từ việc chiếm cùng một không gian cùng một lúc. Năng lượng chân không này về mặt lý thuyết là không giới hạn, và nếu được xây dựng đủ nhanh, sẽ ngăn chặn sự sụp đổ lực hấp dẫn tạo ra một điểm kỳ dị không-thời gian. Điều này có thể kéo theo tốc độ sụp đổ ngày càng giảm, dẫn đến thời gian sụp đổ vô hạn, hoặc tiếp cận một cách bất thường một bán kính lớn hơn 0.
Một ngôi sao đen có bán kính lớn hơn một chút so với chân trời sự kiện dự đoán cho một lỗ đen có khối lượng tương đương sẽ xuất hiện rất tối, vì hầu như tất cả ánh sáng được tạo ra sẽ bị hút trở lại ngôi sao, và mọi ánh sáng thoát ra sẽ bị dịch chuyển nghiêm trọng. Nó sẽ xuất hiện gần như chính xác như một lỗ đen. Nó sẽ có bức xạ Hawking, vì các cặp hạt ảo được tạo ra trong vùng lân cận của nó vẫn có thể bị tách ra, với một hạt thoát ra và hạt kia bị giữ lại. Ngoài ra, nó sẽ tạo ra bức xạ Planckian nhiệt gần giống với bức xạ Hawking dự kiến của một lỗ đen tương đương.
Phần bên trong được dự đoán của một ngôi sao đen sẽ bao gồm trạng thái không-thời gian kì lạ này, với mỗi chiều dài hướng vào sâu xuất hiện giống như một ngôi sao đen có khối lượng và bán kính tương đương với lớp phủ bị tước đi. Nhiệt độ tăng theo độ sâu về tâm của nó.